# Londinium (album)
Londinium è il primo album degli Archive, pubblicato nel 1997 dalla Island Records.

## Il disco
Il titolo è il nome latino della città di Londra, da cui proviene il gruppo. Il cantante principale del disco è Rosko John. In Skyscaper viene usato un sample di Mmm Skysraper... I Love You degli Underworld. Proprio Karl Hyde degli Underworld suona il basso in Headspace.

## Tracce
Testi di Roya Arab, eccetto dove indicato.
Old Artist - 4:04 (Keeler)
All Time - 3:52 (musica: Keeler - testo: Arab)
So Few Words - 6:13 (musica: Keeler, Griffiths - testo: John, Griffiths, Arab)
Headspace - 4:14 (musica: Keeler - testo: Arab)
Darkroom - 4:31 (musica: Keeler, Griffiths - testo: John)
Londinium - 5:20 (musica: Keeler - testo: John, Arab)
Man Made - 4:38 (Keeler, Griffiths)
Nothing Else - 4:38 (musica: Keeler - testo: Arab)
Skyscraper - 4:26 (musica: Keeler, Griffiths - testo: Griffiths, John)
Parvaneh - 3:51 (musica: Keeler, Grffiths - testo: Griffiths, Arab)
Beautiful World - 6:37 (musica: Keeler - testo: John)
Organ Song - 2:23 (Keeler, A. Keeler)
Last Five - 5:49 (musica: Keeler, Griffiths - testo: Griffiths, Arab, John)

## Formazione
- Darius Keeler - tastiere, sintetizzatori, organo, programmazione, arrangiamenti
- Danny Griffiths - tastiere, effetti sonori, programmazione, arrangiamenti
- Roya Arab - voce
- Rosko John - Rapping

### Membri aggiuntivi
- Matheu Martin - batteria
- Karl Hyde - chitarra, basso
- Pete Barraclough - flauto traverso, chitarra (traccia 12)
- Ali Keeler - violino
- Steve Taylor - chitarra (11)
- Jane Hanna - corno francese
- Anita Hill - Triangolo
- Julia Palmer - violoncello
- Jane Wall - cori (traccia 11)
- Siobhan Sial - cori (traccia 11)